# Diplophyllum acutilobum
Diplophyllum acutilobum là một loài rêu trong họ Scapaniaceae. Loài này được Stephani mô tả khoa học đầu tiên năm 1911.